# Bidżaja
Bidżaja (arab. بجاية, kab. Vgaiet, fr. Béjaïa, Bougie) – miasto na północy Algierii, nad morzem Śródziemnym. Jest stolicą administracyjną prowincji Bidżaja.